# Елабужский Казанско-Богородицкий монастырь
Елабужский Казанско-Богородицкий монастырь — действующий женский монастырь Набережночелнинской епархии Русской православной церкви. Находится в Елабуге, в черте старого города.
Основан в 1856 году как женская община, официально статус монастыря получил в 1868 году. До 1920 года (образование Татарской АССР) эта территория относилась к Вятской губернии и, соответственно, Вятской епархии. Накануне революции Елабужский монастырь стал крупнейшим в епархии женским монастырём (в 1893 году — 250 сестёр, в 1900 году — 273 сестры, считая послушниц). При монастыре действовала школа, а также золотошвейная и живописная мастерские.
Главный благотворитель, которому обитель обязана своим возникновением — И. И. Стахеев. В течение 1856—1868 гг. он выделил на обустройство монастыря более миллиона рублей, что является, по размерам пожертвованной суммы, почти исключительным случаем. На эти средства в те же годы выстроен весь ансамбль обители (зодчий Г. А. Боссе): 4 храма, колокольня и 6 крупных жилых и хозяйственных корпусов, обнесённых прямоугольной в периметре кирпичной оградой (на восточной окраине тогдашней Елабуги). Главный храм был посвящён Казанской иконе Божией Матери. Он представлял собой высокое 5-шатровое сооружение в неорусском стиле. Собор был разрушен до основания после революции. С 2007 года началось его полное восстановление. 31 октября 2012 года храм был освящен митрополитом Казанским и Татарстанским Анастасием.
В 1918 году по монастырю прошли первые репрессии. Формально он был закрыт, хотя фактически продолжал действовать до 1928 года как «православно-христианское религиозное общество» (243 чел., в том числе 173 монахини и послушницы бывшего монастыря во главе с игуменьей Ангелиной). В 1928 году закрыт окончательно.
Возрождён с 1995 года. До 1998 года (открытие в Казани Зилантова монастыря) был единственным женским монастырём Казанской епархии. К началу 2000-х гг. в обители — около 20 сестёр, настоятельница — игуменья Вера (Шевченко). На территории монастыря действует два храма: небольшой — великомученицы Варвары (1887 год) и большой — храм в честь Казанской иконы Божией Матери, построенный на месте разрушенного. Имеется также загородное подворье в с. Анзирка с действующим храмом Казанской иконы Божией Матери (1858 год). В монастыре не прекращаются реставрационно-восстановительные работы, идущие медленно из-за нехватки средств. Основным благотворителем выступила генеральный директор банка «Заречье» города Казани Наталья Владимировна Девятых, на средства которой был отстроен главный храм и отреставрирован сестринский корпус.
В мае 2019 года в стенах монастыря открылся музей «Дом Веры», в котором представлена жизнь обители с момента её возникновения. Созданию музея предшествовало участие монастыря в конкурсе президентских грантов, который был выигран в номинации «Сохранение исторической памяти». На полученный грант, помимо создания музея, были организованы, и в сентябре 2018 года проведены, мероприяти по празднованию 150-летия открытия монастыря.